# Gavino de Sierralta
Gavino de Sierralta de Mercado y Cisternas fue un abogado y político chileno, alcalde de la ciudad de Copiapó cuando Chile logró su independencia de la Corona Española.

## Primeros años de vida
Hijo del maestre de campo don Juan Bautista de Sierralta y de doña Gregoria de Mercado y Cisternas, ingresó a la Universidad de Córdoba, Argentina, de la que se graduó con el grado académico de Doctor en Leyes.

## Vida pública
Se desempeñó en el cargo de subdelegado del partido de Copiapó durante el período de la Patria Vieja. Sin embargo, sus enfermedades le impidieron seguir en el mando, obligándolo a hacer renuncia de él a mediados de 1814. 
Fue alcalde de Copiapó en dos períodos consecutivos, estando en ejercicio de este cargo cuando Chile declaró su independencia de España el 12 de febrero de 1818.